# Misumena maronica
Misumena maronica là một loài nhện trong họ Thomisidae.
Loài này thuộc chi Misumena. Misumena maronica được Lodovico di Caporiacco miêu tả năm 1954.